# ماسامی کواشیما
ماسامی کواشیما (به انگلیسی: Masami Kuwashima) (به ژاپنی: 桑島 正美) (زادهٔ ۱۴ سپتامبر ۱۹۵۰ در کوماگایا، سایتاما) رانندهٔ سابق مسابقات فرمول یک اهل ژاپن است. او پس از کسب تجربه در مسابقات سطوح پایین‌تر اتومبیل‌رانی، در مسابقات فرمول یک شرکت کرد.
قرارداد کواشیما با تیم رم برای شرکت در گراند پری ۱۹۷۶ ژاپن به جایی نرسید. اما او جایی را در تیم ولق ویلیامز ریسینگ، که در آن زمان با مشکلاتی روبرو بود، برای خود پیدا کرد و با خودروی ولف-ویلیامز اف‌دبلیو۰۵ وارد مسابقه شد. او در نخستین مرحلهٔ تمرینی برای مسابقه شرکت کرد، اما در این مرحله مشخص شد که او رانندهٔ کندی است؛ بنابراین بعداً و در همان روز تمرین اول، حامیان مالی او منابع مالی خود را از قرارداد ویلیامز خارج کردند، و فرانک ویلیامز بی‌درنگ هانس بایندر را برای مرحلهٔ دوم تمرین و همچنین مسابقهٔ اصلی، جایگزین کواشیما کرد. کواشیما که شانس دیگری برای شرکت در مسابقات فرمول یک نداشت، به مسابقات ژاپنی فرمول ۲۰۰۰ و فرمول دو و بازگشت و باقی دوران حرفه‌ای خود را در این مسابقات سپری کرد.

## نتایج کامل در فرمول یک
(کلید)
| سال  | تیم              | شاسی                  | موتور                       | ۱     | ۲             | ۳                | ۴       | ۵      | ۶     | ۷    | ۸      | ۹        | ۱۰    | ۱۱    | ۱۲   | ۱۳      | ۱۴           | ۱۵     | ۱۶        | قهرمانی رانندگان | امتیاز |
| ---- | ---------------- | --------------------- | --------------------------- | ----- | ------------- | ---------------- | ------- | ------ | ----- | ---- | ------ | -------- | ----- | ----- | ---- | ------- | ------------ | ------ | --------- | ---------------- | ------ |
| ۱۹۷۶ | والتر ولف ریسینگ | ولف-ویلیامز اف‌دبلیو۰۵ | فورد کازوورث دی‌اف‌وی ۳٫۰ وی۸ | برزیل | آفریقای جنوبی | غرب ایالات متحده | اسپانیا | موناکو | بلژیک | سوئد | فرانسه | بریتانیا | آلمان | اتریش | هلند | ایتالیا | ایالات متحده | کانادا | ژاپن ع.ش. | ر.ن.             | ۰      |